# Quartetto per pianoforte
Un quartetto per pianoforte è una composizione di musica da camera per pianoforte e altri tre strumenti, o un gruppo musicale comprendente tali strumenti. Questi altri strumenti sono di solito un trio d'archi composto da violino, viola e violoncello.

## Storia
I quartetti per pianoforte per questa formazione standard furono scritti da Wolfgang Amadeus Mozart, Robert Schumann, Ludwig van Beethoven, Johannes Brahms, Antonín Dvořák e Gabriel Fauré. Nel XX secolo i compositori hanno anche scritto per gruppi più vari, come il Quartetto di Anton Webern, opus 22 (1930), ad esempio, per pianoforte, violino, clarinetto e sassofono tenore e il quartetto di Paul Hindemith (1938) e Quatuor pour la fin du temps di Olivier Messiaen (1940) per pianoforte, violino, violoncello e clarinetto. Un primo esempio di questo può essere trovato nel quartetto di Franz Berwald per pianoforte, corno, clarinetto e fagotto (1819), la sua opera prima.
Una rara forma di quartetto per pianoforte è composta da due pianoforti con due musicisti per ogni piano. Questo tipo di gruppo viene definito informalmente come "pianoforte a otto mani" o "due pianoforti a otto mani". Il pianoforte a otto mani era popolare alla fine del XIX secolo prima dell'avvento delle registrazioni poiché era un meccanismo per riprodurre e studiare opere sinfoniche. Gli amanti della musica potevano ascoltare le principali opere sinfoniche tutte nella comodità di un salotto o di una sala da musica con due pianoforti e quattro pianisti. Molte delle opere popolari di Wolfgang Amadeus Mozart, Robert Schumann, Johannes Brahms, Antonín Dvořák sono state trascritte per due pianoforti a otto mani. La maggior parte della musica per pianoforte a 8 mani consiste in trascrizioni o arrangiamenti.

## Lista delle opere
Quella che segue è un elenco incompleto di quartetti per pianoforte di compositori famosi e meno noti.
- Henk Badings
  - Quartetto per pianoforte (1973)
- Béla Bartók
  - Quartetto per pianoforte in Do minore (1898)
- Ludwig van Beethoven
  - Quartetto per pianoforte WoO 36, n. 1 in Mi bemolle maggiore (1785)
  - Quartetto per pianoforte WoO 36, n. 2 in Re maggiore (1785)
  - Quartetto per pianoforte WoO 36, n. 3 in Do maggiore (1785)
  - Opus 16/b: Quartetto per pianoforte in Mi bemolle (1797) (arrangement of Quintet per Piano e Winds, Op. 16)
- Charles Auguste de Bériot
  - Quartetto per pianoforte in La minore, Op. 50 (1881)
- Arthur Bliss
  - Quartetto per pianoforte in La minore (1915)
- Léon Boëllmann
  - Quartetto per pianoforte in Fa minore, Op. 10 (c. 1890)
- William Bolcom
  - Quartetto per pianoforte (1976)
- Johannes Brahms
  - Quartetto per pianoforte n. 1 in Sol minore, Op. 25 (1859)
  - Quartetto per pianoforte n. 2 in La maggiore, Op. 26 (1862)
  - Quartetto per pianoforte n. 3 in Do minore, Op. 60 (1875)
- Frank Bridge
  - Phantasy Quartetto per pianoforte in Fa diesis minore, H. 94 (1910)
- James Francis Brown
  - Quartetto per pianoforte (2004)[2]
- Ernest Chausson
  - Quartetto per pianoforte in La maggiore, Op.30 (1897)
- Aaron Copland
  - Quartetto per pianoforte (1950)
- Vincent d'Indy
  - Quartetto per pianoforte in La minore, Op.7 (1878–88)
- Antonín Dvořák
  - Quartetto per pianoforte n. 1 in Re maggiore, Op. 23 (1875)
  - Bagatelles, Op. 47 (for two violins, violoncello e organo a pompa (or piano); 1878)
  - Quartetto per pianoforte n. 2 in Mi bemolle maggiore, Op. 87 (1889)
- Danny Elfman
  - Quartetto per pianoforte (2017)
- George Enescu
  - Quartetto per pianoforte n. 1 in Re maggiore, Op. 16 (1909)
  - Quartetto per pianoforte n. 2 in Re minore, Op. 30 (1943–1944)
- Gabriel Fauré
  - Quartetto per pianoforte n. 1 in Do minore, Op. 15 (1876–79, Finale rev. 1883)
  - Quartetto per pianoforte n. 2 in Sol minore, Op. 45 (1885–86)
- Morton Feldman
  - Piano, violino, Viola, violoncello (1987)
- John Harbison
  - November 19, 1828 (1988)
- Robert Helps
  - Quartetto per pianoforte (1997)
- Alfred Hill
  - The Sacred Mountain (1932)
- Guillaume Lekeu
  - Quartetto per pianoforte in Si minore - (incomplete, first e second movement only; 1893)
- Lowell Liebermann
  - Quartetto per pianoforte Op.114 (2010)
- Gustav Mahler
  - Quartetto per pianoforte in La minore (only 1st movement completed; 1876)
- Joan Manén
  - Quartetto per pianoforte Op. A-6 "Mobilis in mobili" (1901)
- Heinrich Marschner
  - Quartetto per pianoforte n. 1 in Si bemolle maggiore, Op. 36 (1827)
  - Quartetto per pianoforte n. 2 in Sol maggiore, Op. 158 (1853)
- Bohuslav Martinů
  - Quartetto per pianoforte, H. 287 (1942)
- Felix Mendelssohn
  - Quartetto per pianoforte n. 1 in Do minore, Op. 1 (1822)
  - Quartetto per pianoforte n. 2 in Fa minore, Op. 2 (1823)
  - Quartetto per pianoforte n. 3 in Si minore, Op. 3 (1825)
- Olivier Messiaen
  - Quatuor pour la fin du temps (for clarinet, violino, violoncello, e piano; 1941)
- Darius Milhaud
  - Quartetto per pianoforte, Op. 417 (1966)
- Wolfgang Amadeus Mozart
  - Quartetto per pianoforte n. 1 in Sol minore, K. 478 (1785)
  - Quartetto per pianoforte n. 2 in Mi bemolle maggiore, K. 493 (1786)
- Henrique Oswald
  - Quartetto per pianoforte n. 1 (Piccolo quartetto) in Fa diesis minore, Op. 5 (1888)
  - Quartetto per pianoforte n. 2 in Sol maggiore, Op. 26 (1898)
- Walter Piston
  - Quartetto per pianoforte (1964)
- Max Reger
  - Quartetto per pianoforte n. 1 in Re minore, Op.113 (1910)
  - Quartetto per pianoforte n. 2 in La min, Op.133 (1914)
- Osmo Tapio Räihälä
  - Les Oréades (2014)
- Camille Saint-Saëns
  - Quartetto per pianoforte in Mi maggiore, Op. post (1851–53)
  - Serenade in Mi bemolle maggiore, Op. 15 (for violino, viola (or violoncello), organ, e piano; 1865)
  - Quartetto per pianoforte in Si bemolle maggiore, Op. 41 (1875)
  - Barcarolle in Fa maggiore, Op. 108 (for violino, violoncello, organo a pompa, e piano; 1898)
- Franz Schubert
  - Adagio e Rondò concertante in Fa maggiore, D487 (1816)
- Robert Schumann
  - Quartetto per pianoforte in Mi bemolle maggiore, Op. 47 (1842)
- Eric Sessler
  - Quartetto per pianoforte (2004)
- Nikos Skalkottas
  - Scherzo per quartetto per pianoforte (1939)
- Richard Strauss
  - Quartetto per pianoforte in Do minore, Op.13 (1884)
- Josef Suk
  - Quartetto per pianoforte in La min, Op.1 (1891)
- Josef Tal
  - Quartetto per pianoforte per violino, viola, violoncello & piano (1982)
- Sergei Taneyev
  - Quartetto per pianoforte in Mi maggiore, Op. 20 (1906)
- Joaquín Turina
  - Quartetto per pianoforte in La minore, Op. 67 (1931)
- William Walton
  - Quartetto per pianoforte in Re minore
- Graham Waterhouse
  - Skylla e Charybdis (2014)
- Carl Maria von Weber
  - Quartetto per pianoforte in Si bemolle maggiore, J. 76 (1809)
- John Williams
  - Air and Simple Gifts (2009)